# Comuna Sândominic, Harghita
Sândominic (în maghiară Csikszentdomokos) este o comună în județul Harghita, Transilvania, România, formată numai din satul de reședință cu același nume.

## Demografie
Componența etnică a comunei Sândominic
     Maghiari (94,83%)
     Alte etnii (5,17%)
Componența confesională a comunei Sândominic
     Romano-catolici (93,38%)
     Alte religii (1,98%)
     Necunoscută (4,64%)
Conform recensământului efectuat în 2021, populația comunei Sândominic se ridică la 5.667 de locuitori, în scădere față de recensământul anterior din 2011, când fuseseră înregistrați 6.110 locuitori. Majoritatea locuitorilor sunt maghiari (94,83%). Din punct de vedere confesional, majoritatea locuitorilor sunt romano-catolici (93,38%), iar pentru 4,64% nu se cunoaște apartenența confesională.

## Politică și administrație
Comuna Sândominic este administrată de un primar și un consiliu local compus din 15 consilieri. Primarul, Róbert Karda[*], de la Uniunea Democrată Maghiară din România, este în funcție din 2016. Începând cu alegerile locale din 2024, consiliul local are următoarea componență pe partide politice:
|  | Partid                                 | Consilieri | Componența Consiliului | Componența Consiliului | Componența Consiliului | Componența Consiliului | Componența Consiliului | Componența Consiliului | Componența Consiliului | Componența Consiliului | Componența Consiliului | Componența Consiliului | Componența Consiliului | Componența Consiliului | Componența Consiliului | Componența Consiliului |
|  | -------------------------------------- | ---------- | ---------------------- | ---------------------- | ---------------------- | ---------------------- | ---------------------- | ---------------------- | ---------------------- | ---------------------- | ---------------------- | ---------------------- | ---------------------- | ---------------------- | ---------------------- | ---------------------- |
|  | Uniunea Democrată Maghiară din România | 14         |                        |                        |                        |                        |                        |                        |                        |                        |                        |                        |                        |                        |                        |                        |
|  | Alianța Maghiară din Transilvania      | 1          |                        |                        |                        |                        |                        |                        |                        |                        |                        |                        |                        |                        |                        |                        |

## Personalități născute aici
- Áron Márton (1896 - 1980), episcop romano-catolic.